# Callie Hernandez

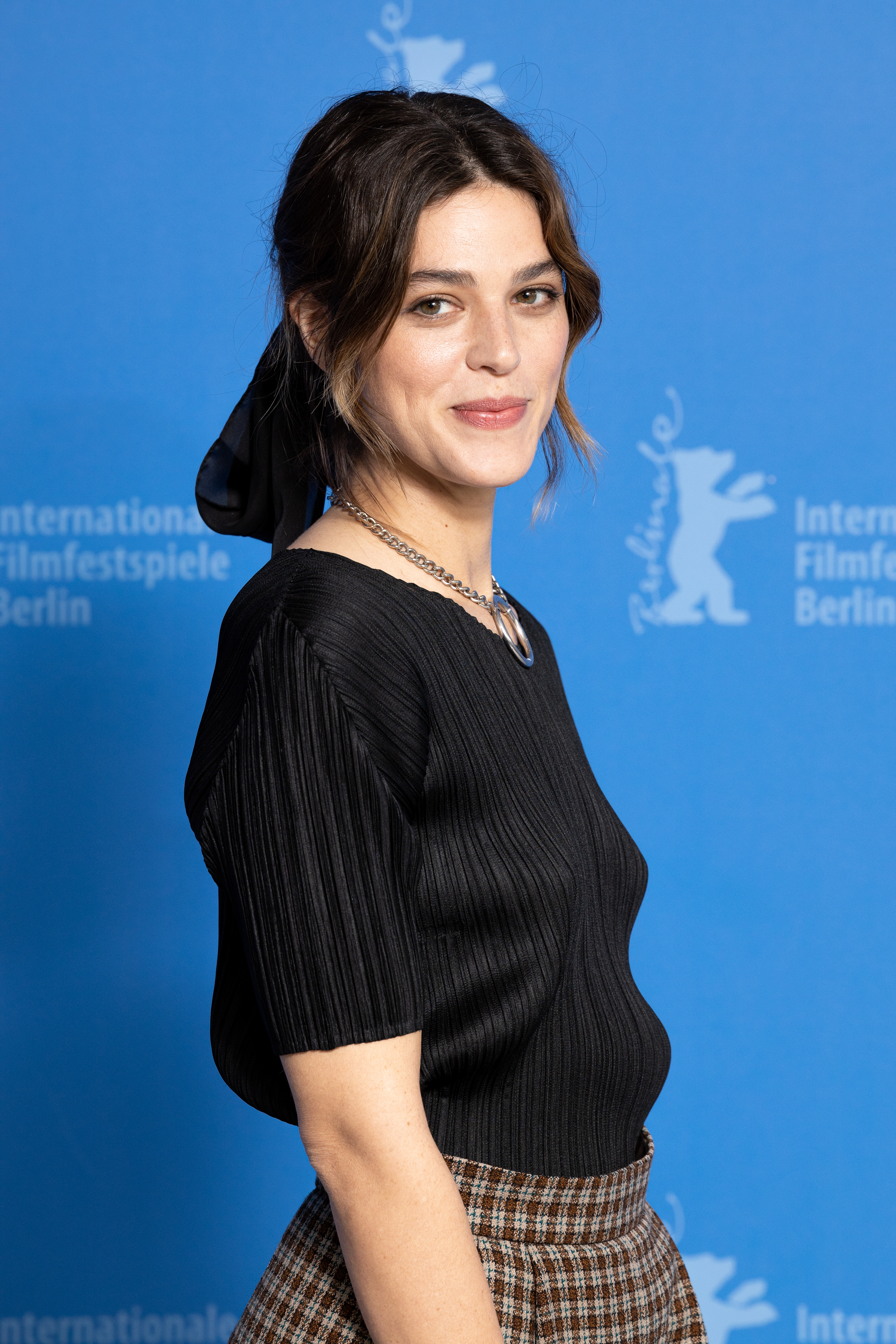
Callie Hernandez, 2020

Callie Marie Hernandez (* 24. Mai 1988 in Jacksonville, Florida) ist eine US-amerikanische Schauspielerin.

## Leben und Karriere
Callie Hernandez stammt aus Florida, wo sie als Tochter eines Allgemeinmediziners geboren wurde, und wuchs in Austin, im Bundesstaat Texas, auf. Nach Station in New York lebt sie heute in Los Angeles. Im Alter von 14 Jahren begann sie mit dem Cellospielen und war Teil verschiedener Bands sowie des Schulorchesters. Ihr Schauspieldebüt gab sie 2013 mit einer kleinen Rolle im Exploitationfilm Machete Kills. Nach ihrem Umzug nach New York trat sie in der Serie From Dusk Till Dawn: The Series in einer Gastrolle sowie in einer Nebenrolle im Film Sin City 2: A Dame to Kill For auf.
2014 sollte sie eine der Hauptrollen der Serie Members Only übernehmen, die allerdings noch vor der Erstausstrahlung bei ABC eingestellt wurde.  2016 war sie als Emma Stones Mitbewohnerin Tracy im Spielfilm La La Land zu sehen und übernahm zudem als Lisa Arlington eine zentrale Rolle im Horrorfilm Blair Witch. 2017 trat sie als Upworth in Ridley Scotts Alien: Covenant und als Anna im Mysteryfilm The Endless auf. Von 2016 bis 2017 gehörte Hernandez als Samantha zur Hauptbesetzung der Serie Graves. 2018 trat sie Millicent Sevence im Neo-Noir-Thriller Under the Silver Lake auf. 2019 war sie als Nellie O'Brien in einer der Hauptrollen der Webserie Soundtrack zu sehen. 2022 war sie als Gabrielle Diaz in der zweiten Staffel der Serie The Flight Attendant zu sehen. Im Jahr 2024 wurde sie auf dem Locarno Film Festival für ihre Leistung in Courtney Stephens Spielfilm Invention mit dem Schauspielpreis (Sektion: Concorso Cineasti del presente) ausgezeichnet.

## Filmografie (Auswahl)
- 2013: Machete Kills
- 2014: From Dusk Till Dawn: The Series (Fernsehserie, 2 Episoden)
- 2014: Sin City 2: A Dame to Kill For
- 2015: Neon Indian: Slumlord Rising (Kurzfilm)
- 2016: La La Land
- 2016: Blair Witch
- 2016–2017: Graves (Fernsehserie, 20 Episoden)
- 2017: The Endless
- 2017: Alien: Covenant
- 2018: Under the Silver Lake
- 2019: Too Old to Die Young (Miniserie, Episode 1x01)
- 2019: Soundtrack (Fernsehserie, 10 Episoden)
- 2020: One of these Days
- 2022: The Flight Attendant (Fernsehserie, 8 Episoden)
- 2022: Shotgun Wedding – Ein knallhartes Team (Shotgun Wedding)
- 2024: Invention